# Baccara
Baccara – hiszpański żeński duet wokalny, grający muzykę disco i założony w 1976 przez Maríę Mendiolę (ur. 4 kwietnia 1952 w Madrycie, zm. 11 września 2021 tamże) i Mayte Mateos (ur. 7 lutego 1951 w Logroño). Zespół zdobył międzynarodową rozpoznawalność po wydaniu utworu „Yes Sir, I Can Boogie”, który trafił na pierwsze miejsce europejskiej listy przebojów oraz notowań m.in. w Wielkiej Brytanii, Danii, Niemczech, Szwecji i Finlandii.
W 1978 reprezentowały Luksemburg z utworem „Parlez-vous français?” w 22. Konkursie Piosenki Eurowizji. W 1983 zawiesiły działalność w duecie, by skoncentrować się na karierach solowych. Wkrótce każda z nich założyła własny duet, który nawiązywał repertuarem do twórczości zespołu: Mendiola zaczęła występować pod szyldem New Baccara, a Mateos – Baccara 2000. W latach 90. New Baccara zmieniła nazwę na Baccara, co doprowadziło do istnienia dwóch różnych formacji o tej samej nazwie, w której liderką była jedna z wokalistek oryginalnego składu. Zespół New Baccara prowadzony przez Mendiolę odnosił większy międzynarodowy sukces we współpracy z Luisem Rodríguezem (współproducentem min. Modern Talking, Blue System czy C.C. Catch), głównie dzięki wydaniu singli, takich jak „Fantasy Boy”, „Call Me Up”, „Touch Me” czy „Wind Beneath My Wings” (wydane jako Baccara). Grupa dowodzona przez Mateos często pojawiała się gościnnie w programach śniadaniowych stacji telewizyjnych w Hiszpanii i Niemczech, gdzie oryginalny skład formacji doczekał się oficjalnego fanklubu.

## Historia zespołu
Mayte Mateos ukończyła Hiszpańską Królewską Akademię Sztuki, Dramatu i Tańca w Madrycie, niedługo potem dołączyła do Grupy Baletowej Telewizji Hiszpańskiej, gdzie poznała Maríę Mendiolę. W 1976 postanowiły opuścić Grupę Baletową, by występować na scenie jako taneczno-śpiewający duet pod nazwą Venus. Pierwszym publicznym występem pary było pojawienie się w programie rozrywkowym stacji Palmarés. Po udziale w programie zostały zatrudnione w klubie nocnym w Aragonii w Saragossie, jednak właściciel klubu zerwał z nimi kontrakt po uznaniu ich stylu występów za „zbyt elegancki”. Mateos i Mendiola przeprowadziły się wówczas na Wyspy Kanaryjskie w poszukiwaniu pracy. Na miejscu zdecydowały się na tworzenie tradycyjnej muzyki hiszpańskiej.
Podczas jednego z występów dla niemieckich turystów w hotelu Tres Islas na wyspie Fuerteventura zostały dostrzeżone przez Leona Deane’a, menedżera z ramienia niemieckiej filii wytwórni RCA, który zaprosił je do Hamburga na spotkanie z producentem muzycznym i kompozytorem Rolfem Soją. Wkrótce nawiązały z nim współpracę i zaczęły występować pod nazwą Baccara, nawiązującej do innej nazwy czarnej róży, co miało symbolizować ciemne karnacje wokalistek.

## Kariera muzyczna

### 1977: Sukces „Yes Sir, I Can Boogie”,Baccara
Po rozpoczęciu współpracy z Soją rozpoczęły nagrania debiutanckiego singla „Yes Sir, I Can Boogie”, który Soja napisał z Frankiem Dostalem. Piosenka została nagrana w 1977 w jednym ze studiów muzycznych w Holandii, a jej premiera odbyła się pod koniec lipca 1977. Niedługo po wydaniu utwór dotarł na pierwsze miejsca list przebojów m.in. w Wielkiej Brytanii, Holandii, Niemczech, Szwecji, Norwegii i Belgii, a także na szczyt notowania European Hot 100 Singles. Singiel został także określony „przebojem lata 1977” i osiągnął wynik ponad 16 mln sprzedanych egzemplarzy na całym świecie, dzięki czemu Baccara dotarła do Światowej Księgi Rekordów Guinnessa jako muzyczny żeński duet z największą liczbą sprzedanych kopii swoich płyt.
W tym samym roku wydał debiutancki album studyjny, zatytułowany po prostu Baccara. Krążek był pierwszym wydawnictwem, które otrzymało certyfikat platynowej płyty w Finlandii, gdzie pozostaje jednym z najczęściej kupowanych albumów w historii tamtejszego rynku fonograficznego. Drugim singlem promującym płytę była piosenka „Sorry, I'm a Lady”, która dotarła do pierwszego miejsca notowań w Austrii, Holandii i Belgii oraz dotarła do pierwszej „dziesiątki” zestawień w: Szwajcarii (2. miejsce), Szwecji (3.miejsce) i Wielkiej Brytanii (8. miejsce).
Pod koniec lat 70. duet wyruszył w europejską trasę koncertową, doczekał się m.in. fan klubu w Niemczech oraz w krajach skandynawskich. Wokalistki reprezentowały Niemcy na 8. Światowym Festiwalu Piosenki, który odbywał się od listopada 1977 do końca 1979, dzięki czemu został uznany za najdłużej trwający konkurs muzyczny na świecie. Z utworem „Mad in Madrid” zajęły 14. miejsce na 37 uczestników.

### 1978: Konkurs Piosenki Eurowizji,Light My Fire
W lutym 1978 odebrały statuetkę Bambi, będącą najbardziej prestiżową nagrodą wręczaną w Niemczech przez Burda Publishing Group. W maju 1978, reprezentując Luksemburg z utworem „Parlez-vous français?”, zajęły siódme miejsce w finale 22. Konkursu Piosenki Eurowizji. Singiel znalazł się na drugiej płycie zespołu pt. Light My Fire, która ukazała się w lipcu 1978. W listopadzie wydały za to premierowy singiel – „The Devil Sent You to Laredo”, z którym dotarł do pierwszej piątki notowań w Niemczech, Austrii i Szwajcarii.

### 1979–1980:Colours
W maju 1979 opublikowały singiel „Body Talk”, którym zapowiadały album pt. Colours, wydany w listopadzie 1979. Jeszcze przed premierą płyty wydał drugi singiel – „Ay, Ay Sailor”. Utwór doczekał się także niemieckiej wersję językowej („Eins plus eins ist eins”), który został wydany na potrzeby Międzynarodowego Dnia Dziecka ustanowionego przez Organizację Narodów Zjednoczonych oraz 20. rocznicy wprowadzenia przez nią w życie Deklaracji praw dziecka.
W 1980 wydały singiel zawierający dwie piosenki: nagraną w hiszpańskojęzycznej wersji językowej „Baila tú” („Body Talk”) i „En el año 2000” („By 1999”). Niedługo potem zawiesiły współpracę z powodu nieporozumień związanych z wydaniem kolejnego utworu, „Sleepy Time Toy”, w którym partie wokalne Mendioli miały być „niedostatecznie podkreślone” na etapie miksowania. Piosenkarka zagroziła wówczas wytwórni RCA zerwaniem kontraktu płytowego. W 1981 powróciły jako duet do studia nagraniowego, gdzie dokończył realizację swojej czwartej płyty studyjnej pt. Bad Boys. Album został wyprodukowany w Londynie przez Grahama Sachera i Bruce’a Baxtera. W tym samym roku RCA nie odnowiła kontraktu z duetem, co sprowokowało wokalistki do podjęcia decyzji o zakończeniu współpracy i skupieniu się na karierach solowych.

### Od 1981: Kariery solowe
Po zakończeniu współpracy wokalistki rozpoczęły kariery solowe oraz utworzyły osobne projekty muzyczne inspirowane Baccarą. Mendiola zdecydowała się na stworzenie duetu New Baccara we współpracy z Luisem Rodríguezem, a Mateos nadal występowała pod szyldem Baccara razem z Cristiną Sevillą, której miejsce w grudniu 2004 zajęła Paloma Blanco. Przed rozstaniem wokalistki wzięły udział z utworem „Soy to Venus por esta noche” w programie Melodifestivalen, będącym szwedzkimi eliminacjami do 49. Konkursu Piosenki Eurowizji, w którym zajęły przedostatnie, siódme miejsce w drugim półfinale selekcji.
Każda z formacji nagrywała i wydała swoje albumy oraz single, a także nowe wersje przebojów z repertuaru oryginalnego składu grupy Baccara.
Z okazji 30-lecia istnienia projektu Baccara, firma Sony-BMG Germany pod koniec sierpnia 2007 wydała trzypłytowe wydawnictwo pt. 30th Anniversary, na którym umieściła 50 oryginalnych nagrań duetu.
W czerwcu 2021 roku szkocki DJ George 'GBX' Bowie wydał nowy, autorski remix „Yes Sir, I Can Boogie”, który szybko stał się przebojem pośród fanów reprezentacji Szkocji podczas Mistrzostw Europy 2020, docierając w owym czasie także na 11. miejsce na brytyjskiej liście Official Singles Sales Chart Top 100.
11 września 2021 roku w Madrycie zmarła María Mendiola.
Po śmierci Maríi Mendioli, jej sceniczna partnerka od 2011 roku, Cristina Sevilla, postanowiła kontynuować działalność formacji jako hołd dla dziedzictwa Mendioli. 26 stycznia 2022 roku ogłoszono wprowadzenie nowej członkini - Helen De Quirogi, doświadczonej piosenkarki znanej ze współpracy z artystami takimi jak Miguel Bosé i Alejandro Sanz, a także z udziału w musicalach takich jak Koty oraz dubbingu w hiszpańskiej wersji językowej filmów Disneya, m.in. Mała Syrenka.
W 2022 zespół występował na różnych koncertach i pokazach m.in. w miastach takich jak Sewilla (Pokaz mody Christina Diora), Madryt (Madrid Pride), Londyn (Guilfest), Stirling (Doune The Rabbit Hole) oraz Kuremaa (Küüslaugufestivali). Na początku września 2022 ogłoszono wydanie nowego singla zespołu, pt. "Don't Let This Feeling Go Away", wyprodukowanego przez Luisa Rodrígueza. Pod koniec listopada 2022 udały się do Stanów Zjednoczonych, aby zagrać koncert w Los Angeles, stając się pierwszym i jedynym składem Baccara, który zaprezentował się na kontynencie amerykańskim.

## Dyskografia

### Albumy studyjne
- Baccara (1977)
- Light My Fire (1978)
- Colours (1979)
- Bad Boys (1981)

### Albumy kompilacyjne
- The Hits of Baccara (1978)
- The Original Hits (1990)
- Star Collection (1991)
- The Collection (1993)
- Yes Sir, I Can Boogie (1994)
- Star Gala (1994)
- Golden Stars (1995)
- The Collection (1998)
- Woman to Woman (1999)
- The Best of Baccara – Original Hits (2001)
- The Best of Baccara (2005)
- The Very Best of Baccara (2006)
- 30th Anniversary (2007)